# Bayerische Fischernetzspinne
Die Bayerische Fischernetzspinne (Segestria bavarica) ist eine Art der Webspinnen innerhalb der Familie der Fischernetzspinnen (Segestriidae).

## Beschreibung
Segestria bavarica erreicht eine Körperlänge von 7 bis 10 mm (Männchen) respektive 10 bis 14 mm (Weibchen). Das Prosoma (Vorderkörper), einschließlich des Sternums (Bauchplatte des Prosoma), ist dunkelbraun, das Opisthosoma (Hinterleib) gelblich-grau gefärbt. Die Laufbeine sind ab dem zweiten Paar bräunlich und grau gestreift, das Sternum ist dunkler als die Coxen (Hüftsegmente). Das Opisthosoma ist durch eine dunklere Fleckenzeichnung gekennzeichnet, deren Flecken dorsal unterbrochen sind und somit paarig vorliegen; nach hinten zu erweitern sich die Flecken. Seitlich zeigen sich kleinere, dunkle Sprenkeln. Äußere weibliche Geschlechtsmerkmale (Epigyne) sind nicht ausgeprägt.
Geschlechtsdimorphismus:
- Männchen: Embolus der Pedipalpen kürzer als bei Segestria senoculata und undeutlich gabelförmig. Das Prosoma ist 3,5 bis 4 mm lang. Der Metatarsus I zeigt ein Paar Seitenstacheln.[1]
- Weibchen: Das Prosoma ist 3 bis 5 mm lang. Metatarsus I kurzem Stachel an der Spitze (ventral), einem Paare Stacheln ventrolateral und dicht anbei ein einzelner, mittlerer Stachel.[1]

Adulte Exemplare sind ganzjährig anzutreffen. Adulte Männchen treten im Frühjahr und Sommer auf, reife Weibchen können mehrere Jahre leben. In Gefangenschaft dauert die Entwicklung vom Ei zum adulten Tier etwa ein Jahr.
Segestria senoculata ist ähnlich, bleibt jedoch mit 6 bis 10 mm etwas kleiner und weist eine Hinterleibszeichnung mit untereinander verbundenen Flecken auf. Juvenile Exemplare von Segestria florentina sehen den adulten Tieren von Segestria bavarica ähnlich.

## Verbreitung und Lebensraum
Das Verbreitungsgebiet reicht von Portugal ostwärts bis Aserbaidschan und reicht nördlich bis Großbritannien und Schweden. In Mitteleuropa umfasst das Verbreitungsgebiet insbesondere klimatisch begünstigte Areale, etwa das süddeutsche Rheintal, der Raum um Stuttgart und Teile des Nördlinger Ries. Die besiedelten Habitate werden vor allem von Felsritzen, altem Mauerwerk, Kiefernwäldern, trockenen Mischwäldern und halbtrockenen Graslandschaften dargestellt. Die Tiere verbergen sich unter Rinde, Steinen und ähnlichem. Auch in Gebäuden ist die Art gelegentlich anzutreffen.

## Lebensweise
Segestria bavarica führt eine versteckte, nachtaktive Lebensweise. Sie legt in Spalten trichterartige Netze an, die sie nachts verlässt, dabei jedoch durch einen Spinnfaden mit der Wohnröhre verbunden bleibt. Die Öffnung der Wohnröhre wird durch einen etwa 2 cm großen Trichter gekennzeichnet. Beutetiere werden durch einen Sprung gefasst und mit den Chelizeren fixiert, bis das Giftsekret seine Wirkung entfaltet und die Beute immobilisiert ist. Die Nahrungsaufnahme erfolgt in der Wohnröhre.

## Toxikologie
Die Chelizeren von Segestria bavarica können die menschliche Haut durchdringen. Das Giftsekret enthält unter anderem neurotoxische Bestandteile. Nach einem Biss können beim Menschen Erythem, Ödem, Lymphangitis, Lymphadenitis und neuropathische Schmerzen auftreten. Bisweilen wurden keine systemischen Effekte dokumentiert.

## Gefährdung
Segestria bavarica wird auf der Roten Liste gefährdeter Arten in Tschechien (vulnerable – gefährdet), Deutschland (selten; Datenlage unklar) und der Slowakei (vermutlich selten) geführt. In Deutschland ist Segestria bavarica stark gefährdet in Bayern und Niedersachsen, mäßig häufig in Nordrhein-Westfalen (kurzfristiger Bestandsrückgang; Vorwarnliste), vermutlich gefährdet in Sachsen-Anhalt sowie selten, jedoch nicht gefährdet in Berlin (stabile Populationen).